# يساكر
يساكر بن يعقوب (بالعبرية: יִשָּׂשכָר) هو أحد أبناء النبي يعقوب (ولقبه إسرائيل) الاثنا عشر، وأمه هي ليئة بنت لابان. حيث كان ليعقوب اثنا عشر ولداً ذكراً (من بينهم يوسف) وابنة واحدة هي دينة، وهؤلاء الأبناء الاثنا عشر يُدعون بني إسرائيل.

## إخوته
إخوته هم أولاد النبي يعقوب (إسرائيل) ويـُدعـَون بني إسرائيل وهم:
- النبي يوسف وبنيامين وأمهما: راحيل بنت لابان وهي ابنة خال يعقوب.
- رأوبين وهو أكبر أبنائه ويهوذا ولاوي وشمعون وزبولون ويساكر وبنتًا واحدة اسمها دينا وأمهم: ليا بنت لابان وهي أخت راحيل وابنة خال يعقوب.
- دان ونفتالي وأمهما: بلهة.
- جاد وأشير وأمهما: زلفة.

## نظريات تاريخية
في الرواية التوراتية ينظر علماء الكتاب المقدس إلى وضع ليا بأنها زوجة أولى ليعقوب على أنها تشير إلى أن المؤلفين رأوا سبط يساكر بأنها فرع أصلي من بني إسرائيل؛ ومع ذلك قد يكون هذا نتيجة لخطأ في الكتابة، حيث يبدو أن اسمي يساكر ونفتالي قد تغيرا في أماكن أخرى من النص، ويعتبر علماء النص أن رواية ولادة يساكر ونفتالي قد تم تقسيمها معًا من مصادرها بطريقة أفسدت السرد إلى حد كبير. يعتقد عدد من العلماء أن سبط يساكر نشأ بالفعل على أنه مجموعة شيكلش من شعوب البحر - يمكن تفكيك اسم شيكلش إلى رجال شيكل بالعبرية، وهو معنى مرادف لرجل أجير (إيش ساكر)؛ ويعتقد العلماء أن ذكرى مثل هذا الأصل غير الإسرائيلي كان من شأنه أن يقود مؤلفي التوراة إلى منح يساكر خادمة بصفة الأم المتزعمة.